# 368年
| 千纪： | 1千纪                                                                                           |
| 世纪： | 3世纪 \| 4世纪 \| 5世纪                                                                         |
| 年代： | 330年代 \| 340年代 \| 350年代 \| 360年代 \| 370年代 \| 380年代 \| 390年代                       |
| 年份： | 363年 \| 364年 \| 365年 \| 366年 \| 367年 \| 368年 \| 369年 \| 370年 \| 371年 \| 372年 \| 373年 |
| 纪年： | 戊辰年（龙年）；东晋太和三年；前凉升平十二年；代国建国三十一年；前秦建元四年；前燕建熙九年      |

## 大事记
- 前秦苻堅平定苻柳、苻廋、苻武與苻雙的叛亂。

## 出生
- 沮渠蒙遜，十六國時期北涼第二任君主（433年逝世，65岁）

## 逝世
- 王述，東晉官員，歷任揚州刺史和衞將軍、尚書令，東海太守王承之子。
- 苻柳，中國五胡十六國時代人物，前秦开国皇帝苻健的第八子。
- 苻廋，中國五胡十六國時代人物，前秦开国皇帝苻健的第十子。
- 苻武，中國五胡十六國時代人物，前秦开国皇帝苻健的第十一子。
- 苻雙，中國五胡十六國時代人物，前秦开国皇帝苻堅之弟。